# Sciurus griseus
Pour d'autres Écureuils gris, voir Écureuil gris (homonymie).
Espèce
Statut de conservation UICN

 LC  : Préoccupation mineure
L'Écureuil occidental (Sciurus griseus) est un écureuil de la famille des Sciuridés (qui eux sont des rongeurs). Il est parfois appelé « écureuil gris », comme quelques autres espèces d'écureuil d'Amérique du Nord, mais il est surtout connu comme « écureuil occidental » de ce fait que son aire de répartition se trouve dans l'ouest des États-Unis et l'ouest du Mexique.

## Morphologie
Ce grand écureuil (44 à 59 cm de long) a une fourrure grise, plus pâle sur le ventre.

## Comportement
Il vit dans un grand nid de feuilles, généralement situé haut dans les arbres. Actif le matin de préférence, il se nourrit essentiellement de graines, de glands et autres akènes.

## Habitat
Il vit dans les zones boisées.